# Tore Hellberg
Tore Bertil Hellberg, född 27 februari 1902 i Torshälla, död där 10 december 1980, var en svensk jurist. 
Hellberg, som var son till fabriksidkare Carl Hellberg och Adéle Andersson, blev juris kandidat vid Uppsala universitet. Han bedrev revisors- och affärsjuridisk verksamhet inom industrin samt tjänstgjorde i Södertörns domsaga 1927–1942, var chef för fastighetsbyråns juridiska avdelning 1942, tillförordnad borgmästare i Torshälla stad 1943–1945, notarius publicus och fastighetsregisterförare från 1943, kommunalborgmästare från 1946 samt överförmyndare och civilförsvarsfogde från 1946. Han var ordförande i civilförsvarsnämnden 1944, hyresnämnden 1946, taxeringsnämnden 1946, Torshälla-Vallby hemvärnsrusthåll 1946, ålderman i S:t Olofs gille 1943, inspektör för Torshälla och Nyby bruks föreläsningsförening 1944, huvudman i Eskilstuna sparbank 1946, riksantikvariens ombud 1954 och borgerlig medlare i äktenskapstvister 1956.